# まつばや (スーパーマーケット)
株式会社松葉屋（まつばや、Matsubaya Co.,Ltd.）は、長崎県佐世保市に本社を置く企業。長崎県北部地域を中心に、スーパーマーケット「まつばや」をチェーン展開している。

## 沿革
- 1926年（大正15年） - 佐世保市内で食肉販売業を営みはじめる。
- 1930年（昭和5年） - 佐世保市中心部の松浦町へ移転。小料理店開店。
- 1943年（昭和18年） - 戦災にて全焼。
- 1947年（昭和22年） - 佐世保市大野地域の原分田原免（現・佐世保市田原町）にて食肉販売・食堂開店。
- 1953年（昭和28年）8月 - 有限会社松葉屋設立。
- 1964年（昭和39年）12月 - 佐世保市田原町に「四条橋店」開店。
- 1971年（昭和46年）12月 - 四条橋店を食品ストアーへ改築。本店を移転。
- 1974年（昭和49年）10月 - 食堂を閉店。旧本店を食品ストアーに改装。
- 1976年（昭和51年）4月 - 北松浦郡佐々町に「佐々新町店[1]」開店。
- 1978年（昭和53年）10月 - 北松浦郡江迎町（現・佐世保市江迎町）に「江迎店」開店。
- 1985年（昭和60年）8月 - 松浦市志佐町に「松浦店」開店。
- 1987年（昭和62年）5月 - 佐賀県伊万里市に「脇田店」開店。
- 1988年（昭和63年）4月 - 株式会社松葉屋に組織変更。
- 1990年（平成2年）8月 - 佐賀県西松浦郡有田町に「有田店」開店。
- 1992年（平成4年）4月 - 北松浦郡吉井町（現・佐世保市吉井町）に「吉井店」開店。
- 1997年（平成9年）12月 - 佐世保市相浦地域に「相浦店」開店。
- 2000年（平成12年）
  - 5月 - 北松浦郡吉井町大渡免（現・佐世保市吉井町大渡）に本店移転。吉井店の敷地内。
  - 12月 - 東彼杵郡波佐見町に「波佐見店」開店。
- 2003年（平成15年）9月 - 佐賀県伊万里市に「六仙寺店」開店。
- 2007年（平成19年）4月 - 佐世保市大野地区に「矢峰店」開店。

## 店舗一覧
公式サイト内の店舗紹介を参照。

## 過去に存在した店舗
- 四条橋店
- 佐々新町店[1][2] - 2017年（平成29年）8月31日閉店。店舗は解体され、同年12月14日以降はセブン-イレブン佐々須崎免店および駐車場となっている。
- 波佐見店[3] - 2022年（令和4年）8月5日閉店。店舗は改装工事され、翌年2023年6月22日以降業務スーパー波佐見店として営業している。